# Gerhard Feige
Gerhard Feige (Halle, 19 novembre 1951) è un vescovo cattolico e teologo tedesco, dal 23 febbraio 2005 vescovo di Magdeburgo.

## Biografia

### Formazione e ministero sacerdotale
È ordinato presbitero il 1º aprile 1978 dal vescovo Johannes Braun nella cattedrale di Magdeburgo. I suoi primi incarichi pastorali sono come vicario pastorale a Salzwedel e Magdeburgo e nel 1982 come assistente di filosofia all'Università di Erfurt. Dopo aver ottenuto un dottorato in teologia e terminato gli studi a Roma, insegna storia ecclesiastica, patristica e teologia ecumenica sempre a Erfurt.
Nel 1983 è autorizzato a celebrare liturgie in rito bizantino.
Nel 1992 è nominato delegato in seno al Consiglio delle chiese cristiane tedesche per la Conferenza episcopale tedesca e nel 1993 fa parte della Commissione mista dei metropoliti greco-ortodossi di Germania.

### Ministero episcopale
Il 19 luglio 1999 papa Giovanni Paolo II lo nomina vescovo ausiliare di Magdeburgo e titolare di Tisedi, ricevendo l'ordinazione episcopale l'11 settembre successivo da monsignor Leo Nowak, co-consacranti monsignor Joachim Wanke e monsignor Paul-Werner Scheele.
Dopo le dimissioni di monsignor Novak, il 17 marzo 2004 diventa amministratore apostolico della diocesi e il 23 febbraio 2005 vescovo, aprendo un dialogo ecumenico fra i cattolici, gli ortodossi e gli uniati.
Dal 2012 è anche presidente della Commissione ecumenica della Conferenza episcopale tedesca.

## Genealogia episcopale
La genealogia episcopale è:
- Cardinale Scipione Rebiba
- Cardinale Giulio Antonio Santori
- Cardinale Girolamo Bernerio, O.P.
- Arcivescovo Galeazzo Sanvitale
- Cardinale Ludovico Ludovisi
- Cardinale Luigi Caetani
- Cardinale Ulderico Carpegna
- Cardinale Paluzzo Paluzzi Altieri degli Albertoni
- Papa Benedetto XIII
- Papa Benedetto XIV
- Papa Clemente XIII
- Cardinale Marcantonio Colonna
- Cardinale Giacinto Sigismondo Gerdil, B.
- Cardinale Giulio Maria della Somaglia
- Cardinale Carlo Odescalchi, S.I.
- Vescovo Eugène de Mazenod, O.M.I.
- Cardinale Joseph Hippolyte Guibert, O.M.I.
- Cardinale François-Marie-Benjamin Richard de la Vergne
- Cardinale Pietro Gasparri
- Arcivescovo Cesare Orsenigo
- Cardinale Lorenz Jäger
- Vescovo Friedrich Maria Heinrich Rintelen
- Vescovo Hans-Georg Johannes Braun
- Vescovo Leopold Nowak
- Vescovo Gerhard Feige